# Thorntonville
Thorntonville é uma cidade  localizada no estado norte-americano do Texas, no Condado de Ward.

## Demografia
Segundo o censo norte-americano de 2000, a sua população era de 442 habitantes.
Em 2006, foi estimada uma população de 428, um decréscimo de 14 (-3.2%).

## Geografia
De acordo com o United States Census Bureau tem uma área de
2,0 km², dos quais 2,0 km² cobertos por terra e 0,0 km² cobertos por água.

## Localidades na vizinhança
O diagrama seguinte representa as localidades num raio de 32 km ao redor de Thorntonville.